# États-Unis aux Jeux olympiques d'été de 2016
Les États-Unis participent aux Jeux olympiques d'été de 2016 à Rio de Janeiro au Brésil du 5 août au 21 août. Il s'agit de leur 27e participation à des Jeux d'été.
En termes de médailles (121 au total), il s'agit de la meilleure performance des États-Unis lors d'une édition à l'extérieur. Ses athlètes Michael Phelps (six médailles dont cinq en or) et Katie Ledecky (cinq médailles dont quatre en or) en natation, ainsi que Simone Biles (cinq médailles, quatre en or) en gymnastique sont les plus médaillés des Jeux de Rio.

## Médaillés

### Médailles d'or
| Sport                  | Discipline                           | Athlète(s) | Performance                           | Date    |
| Médailles d'or : 46    |                                      | |                                       |         |
| Athlétisme             | Lancer du poids féminin              | Michelle Carter | 20,63 mètres (RAM)                    | 12 août |
| Athlétisme             | Saut en longueur masculin            | Jeff Henderson | 8,38 mètres                           | 13 août |
| Athlétisme             | Triple saut masculin                 | Christian Taylor | 17,86 mètres                          | 16 août |
| Athlétisme             | Saut en longueur féminin             | Tianna Bartoletta | 7,17 mètres                           | 17 août |
| Athlétisme             | 100 m haies féminin                  | Brianna Rollins | 12 s 48                               | 17 août |
| Athlétisme             | 400 m haies masculin                 | Kerron Clement | 47 s 73                               | 18 août |
| Athlétisme             | Lancer du poids masculin             | Ryan Crouser | 22,52 mètres (RO)                     | 18 août |
| Athlétisme             | Decathlon                            | Ashton Eaton | 8 893 pts (RO)                        | 18 août |
| Athlétisme             | 400 m haies féminin                  | Dalilah Muhammad | 53 s 13                               | 18 août |
| Athlétisme             | Relais 4 x 100 m féminin             | Tianna Bartoletta Allyson Felix English Gardner Tori Bowie Morolake Akinosun* | 41 s 01                               | 19 août |
| Athlétisme             | 1 500 m masculin                     | Matthew Centrowitz, Jr. | 3 min 50 s 00                         | 20 août |
| Athlétisme             | Relais 4 x 400 m féminin             | Courtney Okolo Natasha Hastings Phyllis Francis Allyson Felix Taylor Ellis-Watson* Francena McCorory*                                                                                              | 3 min 19 s 06                         | 20 août |
| Athlétisme             | Relais 4 x 400 m masculin            | Arman Hall Tony McQuay Gil Roberts LaShawn Merritt Kyle Clemons* David Verburg* | 2 min 57 s 30                         | 20 août |
| Aviron                 | Huit féminin                         | Amanda Elmore Tessa Gobbo Eleanor Logan Meghan Musnicki Amanda Polk Emily Regan Lauren Schmetterling Kerry Simmonds Katelin Snyder                                                                 | 6 min 01 s 49                         | 13 août |
| Basket-ball            | Tournoi féminin                      | Lindsay Whalen Seimone Augustus Sue Bird Maya Moore Angel McCoughtry Breanna Stewart Tamika Catchings Elena Delle Donne Diana Taurasi Sylvia Fowles Tina Charles Brittney Griner                   | 101 - 72 contre l'Espagne             | 20 août |
| Basket-ball            | Tournoi masculin                     | Kevin Durant Kyrie Irving Carmelo Anthony Paul George DeMarcus Cousins Draymond Green Klay Thompson DeAndre Jordan Jimmy Butler Kyle Lowry DeMar DeRozan Harrison Barnes                           | 96 - 66 contre la Serbie              | 21 août |
| BMX                    | BMX masculin                         | Connor Fields |                                       | 19 août |
| Boxe                   | Poids moyens femmes                  | Claressa Shields | 3-0 contre Fontijn                    | 21 août |
| Cyclisme sur route     | Contre-la-montre féminin             | Kristin Armstrong | 44 min 26 s 42                        | 10 août |
| Gymnastique artistique | Concours général par équipes femmes  | Simone Biles Alexandra Raisman Lauren Hernandez Madison Kocian Gabby Douglas | 184,897 pts                           | 9 août  |
| Gymnastique artistique | Concours général individuel femmes   | Simone Biles | 62,198 pts                            | 11 août |
| Gymnastique artistique | Saut de cheval femmes                | Simone Biles | 15,966 pts                            | 14 août |
| Gymnastique artistique | Sol femmes                           | Simone Biles | 15,966 pts                            | 16 août |
| Judo                   | Moins de 78 kg femmes                | Kayla Harrison | gagne par ippon contre Tcheuméo       | 11 août |
| Lutte                  | Moins de 53 kg femmes                | Helen Maroulis | 3 - 1 contre Yoshida                  | 18 août |
| Lutte                  | Moins de 97 kg hommes                | Kyle Snyder | 3 - 1 contre Qazyumov                 | 20 août |
| Natation               | Relais 4 x 100 m nage libre masculin | Caeleb Dressel Michael Phelps Ryan Held Nathan Adrian Jimmy Feigen* Blake Pieroni* Anthony Ervin*                                                                                                  | 3 min 09 s 92                         | 7 août  |
| Natation               | 400 m nage libre féminin             | Katie Ledecky | 3 min 56 s 46 (RM) (RO)               | 7 août  |
| Natation               | 100 m dos masculin                   | Ryan Murphy | 51 s 97 (RO)                          | 8 août  |
| Natation               | 100 m brasse féminin                 | Lilly King | 1 min 04 s 93 (RO)                    | 8 août  |
| Natation               | 200 m papillon masculin              | Michael Phelps | 1 min 53 s 36                         | 9 août  |
| Natation               | Relais 4 x 200 m nage libre masculin | Conor Dwyer Townley Haas Ryan Lochte Michael Phelps Clark Smith* Jack Conger* Gunnar Bentz* | 7 min 00 s 66                         | 9 août  |
| Natation               | 200 m nage libre féminin             | Katie Ledecky | 1 min 53 s 73                         | 9 août  |
| Natation               | Relais 4 x 200 m nage libre féminin  | Allison Schmitt Leah Smith Madeline Dirado Katie Ledecky Missy Franklin* Melanie Margalis* Cierra Runge*                                                                                           | 7 min 43 s 03                         | 10 août |
| Natation               | 200 m dos masculin                   | Ryan Murphy | 1 min 53 s 62                         | 11 août |
| Natation               | 200 m 4 nages masculin               | Michael Phelps | 1 min 54 s 66                         | 11 août |
| Natation               | 100 m nage libre féminin             | Simone Manuel | 52 s 70 (RO) (RAM)                    | 11 août |
| Natation               | 50 m nage libre masculin             | Anthony Ervin | 21 s 40                               | 12 août |
| Natation               | 800 m nage libre féminin             | Katie Ledecky | 8 min 04 s 79 (RM) (RO)               | 12 août |
| Natation               | 200 m dos féminin                    | Madeline Dirado | 2 min 05 s 99                         | 12 août |
| Natation               | Relais 4 x 100 m 4 nages masculin    | Ryan Murphy Cody Miller Michael Phelps Nathan Adrian David Plummer* Kevin Cordes* Tom Shields* Caeleb Dressel*                                                                                     | 3 min 27 s 95 (RO)                    | 13 août |
| Natation               | Relais 4 x 100 m 4 nages féminin     | Kathleen Baker Lilly King Dana Vollmer Simone Manuel Olivia Smoliga* Katie Meili* Kelsi Worrell* Abbey Weitzeil*                                                                                   | 3 min 53 s 13                         | 13 août |
| Tennis                 | Double mixte                         | Bethanie Mattek-Sands Jack Sock | 63-7 / 6-1 / 10-7 contre Williams/Ram | 14 août |
| Tir                    | Carabine à 10 m air comprimé femmes  | Virginia Thrasher | 208,0 pts (RO)                        | 6 août  |
| Triathlon              | Classement femmes                    | Gwen Jorgensen | 1 h 56 min 16 s                       | 19 août |
| Water-polo             | Tournoi féminin                      | KK Clark Kami Craig Rachel Fattal Aria Fischer Makenzie Fischer Kaleigh Gilchrist Sami Hill Ashleigh Johnson Courtney Mathewson Madeline Musselman Kiley Neushul Melissa Seidemann Maggie Steffens | 12-5 contre l'Italie                  | 19 août |

| Sport                   | Discipline                              | Athlète(s)                                                                                      | Performance                                | Date    |
| Médailles d'argent : 37 |                                         |                                                                                                 |                                            |         |
| Athlétisme              | 100 m féminin                           | Tori Bowie                                                                                      | 10 s 83                                    | 13 août |
| Athlétisme              | 100 m masculin                          | Justin Gatlin                                                                                   | 9 s 89                                     | 14 août |
| Athlétisme              | 400 m féminin                           | Allyson Felix                                                                                   | 49 s 51                                    | 15 août |
| Athlétisme              | Triple saut masculin                    | Will Claye                                                                                      | 17,76 m                                    | 16 août |
| Athlétisme              | 3 000 m steeple masculin                | Evan Jager                                                                                      | 8 min 04 s 28                              | 17 août |
| Athlétisme              | Saut en longueur féminin                | Britney Reese                                                                                   | 7,15 m                                     | 17 août |
| Athlétisme              | 100 m haies féminin                     | Nia Ali                                                                                         | 12 s 59                                    | 17 août |
| Athlétisme              | Lancer du poids masculin                | Joe Kovacs                                                                                      | 21,78 m                                    | 18 août |
| Athlétisme              | Saut à la perche féminin                | Sandi Morris                                                                                    | 4,85 m                                     | 19 août |
| Athlétisme              | 5 000 m masculin                        | Paul Chelimo                                                                                    | 13 min 03 s 90                             | 20 août |
| Aviron                  | Skiff féminin                           | Genevra Stone                                                                                   | 7 min 22 s 92                              | 13 août |
| BMX                     | BMX féminin                             | Alise Post                                                                                      |                                            | 19 août |
| Boxe                    | Poids coqs hommes                       | Shakur Stevenson                                                                                | 1 - 2 contre Ramírez                       | 20 août |
| Cyclisme sur piste      | Poursuite par équipes féminine          | Sarah Hammer Kelly Catlin Chloe Dygert Jennifer Valente                                         | 4 min 12 s 45                              | 13 août |
| Cyclisme sur piste      | Omnium féminin                          | Sarah Hammer                                                                                    | 206 points                                 | 16 août |
| Équitation              | Saut d'obstacles par équipes            | Kent Farrington sur Voyeur Lucy Davis sur Barron McLain Ward sur Azur Beezie Madden sur Cortes  | 5 -pts                                     | 17 août |
| Escrime                 | Fleuret masculin individuel             | Alexander Massialas                                                                             | 11 - 15 contre Garozzo                     | 7 août  |
| Escrime                 | Sabre masculin individuel               | Daryl Homer                                                                                     | 8 - 15 contre Szilágyi                     | 10 août |
| Gymnastique artistique  | Concours général individuel femmes      | Alexandra Raisman                                                                               | 60,098 pts                                 | 11 août |
| Gymnastique artistique  | Barres asymétriques femmes              | Madison Kocian                                                                                  | 15,833 pts                                 | 14 août |
| Gymnastique artistique  | Poutre femmes                           | Lauren Hernandez                                                                                | 15,333 pts                                 | 15 août |
| Gymnastique artistique  | Barres parallèles hommes                | Danell Leyva                                                                                    | 15,900 pts                                 | 16 août |
| Gymnastique artistique  | Sol femmes                              | Alexandra Raisman                                                                               | 15,500 pts                                 | 16 août |
| Gymnastique artistique  | Barre fixe hommes                       | Danell Leyva                                                                                    | 15,500 pts                                 | 16 août |
| Judo                    | Moins de 81 kg hommes                   | Travis Stevens                                                                                  | battu par Ippon contre Khalmurzaev         | 10 août |
| Natation                | 400 m 4 nages masculin                  | Chase Kalisz                                                                                    | 4 min 06 s 75                              | 6 août  |
| Natation                | 400 m 4 nages féminin                   | Madeline Dirado                                                                                 | 4 min 31 s 15                              | 6 août  |
| Natation                | 4 × 100 m nage libre féminin            | Simone Manuel Abbey Weitzeil Dana Vollmer Katie Ledecky Amanda Weir* Lia Neal* Allison Schmitt* | 3 min 31 s 89 (RAm)                        | 6 août  |
| Natation                | 100 m dos féminin                       | Kathleen Baker                                                                                  | 58 s 75                                    | 8 août  |
| Natation                | 200 m brasse masculin                   | Josh Prenot                                                                                     | 2 min 07 s 53                              | 10 août |
| Natation                | 100 m papillon masculin                 | Michael Phelps                                                                                  | 51 s 14                                    | 12 août |
| Natation                | 1 500 m nage libre masculin             | Connor Jaeger                                                                                   | 14 min 39 s 48                             | 13 août |
| Natation                | 50 m nage libre féminin                 | Simone Manuel                                                                                   | 24 s 09                                    | 13 août |
| Plongeon                | Haut-vol à 10 mètres synchronisé hommes | David Boudia Steele Johnson                                                                     | 457,11 pts                                 | 8 août  |
| Plongeon                | Tremplin à 3 mètres synchronisé hommes  | Sam Dorman Michael Hixon                                                                        | 450,21 pts                                 | 10 août |
| Tennis                  | Double mixte                            | Venus Williams Rajeev Ram                                                                       | 7-63 / 1-6 / 7-10 contre Mattek-Sands/Sock | 14 août |
| Tir à l'arc             | Par équipes                             | Brady Ellison Zach Garrett Jake Kaminski                                                        | 0 - 6 contre la Corée du Sud               | 6 août  |

| Sport                    | Discipline                   | Athlète(s) | Performance                                         | Date    |
| Médailles de bronze : 38 |                              | |                                                     |         |
| Athlétisme               | 400 mètres masculin          | LaShawn Merritt | 43 s 85                                             | 14 août |
| Athlétisme               | 3 000 mètres steeple féminin | Emma Coburn | 9 min 07 s 12 (RAm)                                 | 15 août |
| Athlétisme               | Saut à la perche masculin    | Sam Kendricks | 5,85 m                                              | 15 août |
| Athlétisme               | 800 mètres masculin          | Clayton Murphy | 1 min 42 s 93                                       | 15 août |
| Athlétisme               | 1 500 mètres féminin         | Jennifer Simpson | 4 min 10 s 53                                       | 16 août |
| Athlétisme               | 200 mètres féminin           | Tori Bowie | 22 s 15                                             | 17 août |
| Athlétisme               | 100 mètres haies féminin     | Kristi Castlin | 12 s 61                                             | 17 août |
| Athlétisme               | 400 mètres haies féminin     | Ashley Spencer | 53 s 72                                             | 18 août |
| Athlétisme               | Marathon masculin            | Galen Rupp | 2 h 10 min 05 s                                     | 21 août |
| Beach-volley             | Tournoi féminin              | April Ross Kerri Walsh Jennings | 2 - 1 (17-21, 21-17, 15-9) contre Larissa et Talita | 17 août |
| Boxe                     | Poids mi-mouches hommes      | Nico Hernández |                                                     | 14 août |
| Équitation               | Concours complet individuel  | Phillip Dutton sur Mighty Nice | 51,80 -pts                                          | 9 août  |
| Équitation               | Dressage par équipes         | Allison Brock sur Rosevelt Kasey Perry-Glass sur Dublet Steffen Peters sur Legolas 92 Laura Graves sur Verdades                                                                 |                                                     | 15 août |
| Escrime                  | Fleuret par équipes masculin | Miles Chamley-Watson Race Imboden Alexander Massialas Gerek Meinhardt (R) | 45 - 31 contre l'Italie                             | 12 août |
| Escrime                  | Sabre par équipes féminin    | Ibtihaj Muhammad Mariel Zagunis Dagmara Wozniak Monica Aksamit (R) | 45 - 30 contre l'Italie                             | 13 août |
| Golf                     | Golf hommes                  | Matt Kuchar | -13                                                 | 14 août |
| Gymnastique artistique   | Cheval d'arçons              | Alexander Naddour | 15,700 pts                                          | 14 août |
| Gymnastique artistique   | Poutre                       | Simone Biles | 14,733 pts                                          | 15 août |
| Haltérophilie            | plus de 75 kg femmes         | Sarah Robles | 286 kg                                              | 14 août |
| Lutte                    | Moins de 86 kg hommes        | J'den Cox | 5 - 0 contre Reineris Salas Perez                   | 20 août |
| Natation                 | 100 m brasse hommes          | Cody Miller | 58 s 87 (RAm)                                       | 7 août  |
| Natation                 | 400 m nage libre femmes      | Leah Smith | 4 min 01 s 92                                       | 7 août  |
| Natation                 | 100 m papillon femmes        | Dana Vollmer | 56 s 63                                             | 7 août  |
| Natation                 | 200 m nage libre hommes      | Conor Dwyer | 1 min 45 s 23                                       | 8 août  |
| Natation                 | 100 m dos hommes             | David Plummer | 52 s 40                                             | 8 août  |
| Natation                 | 100 m brasse femmes          | Katie Meili | 1 min 05 s 69                                       | 8 août  |
| Natation                 | 200 m 4 nages femmes         | Madeline Dirado | 2 min 08 s 79                                       | 9 août  |
| Natation                 | 100 m nage libre hommes      | Nathan Adrian | 47 s 85                                             | 9 août  |
| Natation                 | 50 m nage libre hommes       | Nathan Adrian | 21 s 49                                             | 12 août |
| Plongeon                 | Haut-vol à 10 mètres hommes  | David Boudia | 525,25 pts                                          | 20 août |
| Taekwondo                | Plus de 67 kg femmes         | Jackie Galloway | 2 - 1 contre Épangue                                | 20 août |
| Tennis                   | Double messieurs             | Steve Johnson Jack Sock | 6-2 / 6-4 contre Nestor/Pospisil                    | 12 août |
| Tir                      | Trap femmes                  | Corey Cogdell | 13-13 contre Gálvez                                 | 7 août  |
| Tir                      | Skeet femmes                 | Kim Rhode | 15-15 contre Meng                                   | 12 août |
| Tir à l'arc              | Individuel                   | Brady Ellison | 6 - 2 contre van den Berg                           | 12 août |
| Voile                    | Finn hommes                  | Caleb Paine | 76 points                                           | 16 août |
| Volley-ball              | Tournoi féminin              | Jordan Larson Kelly Murphy Kelsey Robinson Karsta Lowe Kimberly Hill Foluke Akinradewo Alisha Glass Carli Lloyd Courtney Thompson Christa Harmotto Kayla Banwarth Rachael Adams | 3 - 1 contre les Pays-Bas                           | 20 août |
| Volley-ball              | Tournoi masculin             | Matthew Anderson Micah Christenson Taylor Sander Aaron Russell Maxwell Holt Thomas Jaeschke David Lee Erik Shoji William Priddy Troy Murphy Kawika Shoji David Smith            | 3 - 2 contre la Russie                              | 21 août |

| Sport                  |    |    |    | Total |
| Natation               | 16 | 8  | 9  | 33    |
| Athlétisme             | 13 | 10 | 9  | 32    |
| Gymnastique artistique | 4  | 6  | 2  | 12    |
| Lutte                  | 2  | 0  | 1  | 3     |
| Basket-ball            | 2  | 0  | 0  | 2     |
| Boxe                   | 1  | 1  | 1  | 3     |
| Tennis                 | 1  | 1  | 1  | 3     |
| Aviron                 | 1  | 1  | 0  | 2     |
| BMX                    | 1  | 1  | 0  | 2     |
| Judo                   | 1  | 1  | 0  | 2     |
| Tir                    | 1  | 0  | 2  | 3     |
| Cyclisme sur route     | 1  | 0  | 0  | 1     |
| Triathlon              | 1  | 0  | 0  | 1     |
| Escrime                | 0  | 2  | 2  | 4     |
| Plongeon               | 0  | 2  | 1  | 3     |
| Cyclisme sur piste     | 0  | 2  | 0  | 2     |
| Équitation             | 0  | 1  | 2  | 3     |
| Tir à l'arc            | 0  | 1  | 1  | 2     |
| Volley-ball            | 0  | 0  | 2  | 2     |
| Beach-volley           | 0  | 0  | 1  | 1     |
| Golf                   | 0  | 0  | 1  | 1     |
| Haltérophilie          | 0  | 0  | 1  | 1     |
| Taekwondo              | 0  | 0  | 1  | 1     |
| Voile                  | 0  | 0  | 1  | 1     |
| Total                  | 46 | 37 | 38 | 121   |

| Jour    |    |    |    | Total |
| 6 août  | 1  | 4  | 0  | 5     |
| 7 août  | 2  | 1  | 4  | 7     |
| 8 août  | 2  | 2  | 3  | 7     |
| 9 août  | 4  | 1  | 2  | 7     |
| 10 août | 2  | 3  | 1  | 6     |
| 11 août | 5  | 1  | 0  | 6     |
| 12 août | 4  | 1  | 5  | 10    |
| 13 août | 4  | 5  | 1  | 10    |
| 14 août | 2  | 3  | 5  | 10    |
| 15 août | 0  | 2  | 5  | 7     |
| 16 août | 2  | 5  | 2  | 9     |
| 17 août | 2  | 4  | 3  | 9     |
| 18 août | 5  | 1  | 1  | 7     |
| 19 août | 2  | 2  | 0  | 4     |
| 20 août | 5  | 2  | 4  | 11    |
| 21 août | 3  | 0  | 2  | 5     |
| Total   | 45 | 37 | 38 | 120   |

## Athlètes multi-médaillés
| Athlète             | Sport                  | Médaille d'or, Jeux olympiques | Médaille d'argent, Jeux olympiques | Médaille de bronze, Jeux olympiques | Total |
| Michael Phelps      | Natation               | 5                              | 1                                  | 0                                   | 6     |
| Katie Ledecky       | Natation               | 4                              | 1                                  | 0                                   | 5     |
| Simone Biles        | Gymnastique artistique | 4                              | 0                                  | 1                                   | 5     |
| Ryan Murphy         | Natation               | 3                              | 0                                  | 0                                   | 3     |
| Simone Manuel       | Natation               | 2                              | 2                                  | 0                                   | 4     |
| Madeline Dirado     | Natation               | 2                              | 1                                  | 1                                   | 4     |
| Allyson Felix       | Athlétisme             | 2                              | 1                                  | 0                                   | 3     |
| Nathan Adrian       | Natation               | 2                              | 0                                  | 2                                   | 4     |
| Anthony Ervin       | Natation               | 2                              | 0                                  | 0                                   | 2     |
| Caeleb Dressel      | Natation               | 2                              | 0                                  | 0                                   | 2     |
| Lilly King          | Natation               | 2                              | 0                                  | 0                                   | 2     |
| Tianna Bartoletta   | Athlétisme             | 2                              | 0                                  | 0                                   | 2     |
| Alexandra Raisman   | Gymnastique artistique | 1                              | 2                                  | 0                                   | 3     |
| Dana Vollmer        | Natation               | 1                              | 1                                  | 1                                   | 3     |
| Tori Bowie          | Athlétisme             | 1                              | 1                                  | 1                                   | 3     |
| Abbey Weitzeil      | Natation               | 1                              | 1                                  | 0                                   | 2     |
| Allison Schmitt     | Natation               | 1                              | 1                                  | 0                                   | 2     |
| Kathleen Baker      | Natation               | 1                              | 1                                  | 0                                   | 2     |
| Lauren Hernandez    | Gymnastique artistique | 1                              | 1                                  | 0                                   | 2     |
| Madison Kocian      | Gymnastique artistique | 1                              | 1                                  | 0                                   | 2     |
| Cody Miller         | Natation               | 1                              | 0                                  | 1                                   | 2     |
| Conor Dwyer         | Natation               | 1                              | 0                                  | 1                                   | 2     |
| David Plummer       | Natation               | 1                              | 0                                  | 1                                   | 2     |
| Jack Sock           | Tennis                 | 1                              | 0                                  | 1                                   | 2     |
| Katie Meili         | Natation               | 1                              | 0                                  | 1                                   | 2     |
| LaShawn Merritt     | Athlétisme             | 1                              | 0                                  | 1                                   | 2     |
| Leah Smith          | Natation               | 1                              | 0                                  | 1                                   | 2     |
| Danell Leyva        | Gymnastique artistique | 0                              | 2                                  | 0                                   | 2     |
| Sarah Hammer        | Cyclisme sur piste     | 0                              | 2                                  | 0                                   | 2     |
| Alexander Massialas | Escrime                | 0                              | 1                                  | 1                                   | 2     |
| Brady Ellison       | Tir à l'arc            | 0                              | 1                                  | 1                                   | 2     |
| David Boudia        | Plongeon               | 0                              | 1                                  | 1                                   | 2     |

## Athlétisme
Les États-Unis qualifient 126 athlètes pour les Jeux de Rio, dont 61 hommes et 65 femmes. Parmi les qualifiés notables, le spécialiste du demi-fond Bernard Lagat participe à ses 5e Jeux et l'hurdleuse Sydney McLaughlin, qui devient à l'âge de 16 ans la plus jeune athlète américaine à se qualifier depuis 1972. On compte également six champions olympiques : les sprinters Justin Gatlin (2004), LaShawn Merritt (2008) et Allyson Felix (2012), la spécialiste du saut en longueur Brittney Reese, le spécialiste des épreuves combinées Ashton Eaton et le spécialiste du triple saut Christian Taylor.

### Hommes

#### Course
| Athlètes                                             | Compétitions          | Séries         | Séries | Demi-finales  | Demi-finales | Finales         | Finales            |
| ---------------------------------------------------- | --------------------- | -------------- | ------ | ------------- | ------------ | --------------- | ------------------ |
| Athlètes                                             | Compétitions          | Temps          | Rang   | Temps         | Rang         | Temps           | Rang               |
| Justin Gatlin                                        | 100 mètres            | 10 s 01        | 1er    | 9 s 94        | 1er          | 9 s 89          | Médaille d'argent  |
| Trayvon Bromell                                      | 100 mètres            | 10 s 13        | 2e     | 10 s 01       | 3e           | 10 s 06         | 8e                 |
| Marvin Bracy                                         | 100 mètres            | 10 s 16        | 3e     | 10 s 08       | 6e           | Éliminé         | Éliminé            |
| LaShawn Merritt                                      | 200 mètres            | 20 s 15        | 1er    | 19 s 84       | 1er          | 20 s 19         | 6e                 |
| Ameer Webb                                           | 200 mètres            | 20 s 31        | 3e     | 20 s 43       | 5e           | Éliminé         | Éliminé            |
| Justin Gatlin                                        | 200 mètres            | 20 s 42        | 2e     | 20 s 13       | 3e           | Éliminé         | Éliminé            |
| LaShawn Merritt                                      | 400 mètres            | 45 s 28        | 1er    | 44 s 21       | 2e           | 43 s 85         | Médaille de bronze |
| David Verburg                                        | 400 mètres            | 45 s 48        | 4e     | 45 s 61       | 5e           | Éliminé         | Éliminé            |
| Gil Roberts                                          | 400 mètres            | 45 s 27        | 2e     | 44 s 65       | 4e           | Éliminé         | Éliminé            |
| Clayton Murphy                                       | 800 mètres            | 1 min 46 s 18  | 4e     | 1 min 44 s 30 | 2e           | 1 min 42 s 93   | Médaille de bronze |
| Boris Berian                                         | 800 mètres            | 1 min 45 s 87  | 3e     | 1 min 44 s 56 | 2e           | 1 min 46 s 15   | 8e                 |
| Charles Jock                                         | 800 mètres            | 1 min 47 s 06  | 6e     | Éliminé       | Éliminé      | Éliminé         | Éliminé            |
| Matthew Centrowitz                                   | 1 500 mètres          | 3 min 39 s 61  | 5e     | 3 min 39 s 61 | 3e           | 3 min 50 s 00   | Médaille d'or      |
| Ben Blankenship                                      | 1 500 mètres          | 3 min 38 s 92  | 9e     | 3 min 39 s 99 | 4e           | 3 min 51 s 09   | 8e                 |
| Robby Andrews                                        | 1 500 mètres          | 3 min 46 s 97  | 3e     | DSQ           | /            | Éliminé         | Éliminé            |
| Paul Chelimo                                         | 5 000 mètres          | 13 min 19 s 54 | 1er    | NC            | NC           | 13 min 03 s 90  | Médaille d'argent  |
| Bernard Lagat                                        | 5 000 mètres          | 13 min 26 s 02 | 5e     | NC            | NC           | 13 min 06 s 78  | 5e                 |
| Hassan Mead                                          | 5 000 mètres          | 13 min 34 s 27 | 13e    | NC            | NC           | 13 min 09 s 81  | 11e                |
| Galen Rupp                                           | 10 000 mètres         | NC             | NC     | NC            | NC           | 27 min 08 s 92  | 5e                 |
| Leonard Korir                                        | 10 000 mètres         | NC             | NC     | NC            | NC           | 27 min 35 s 65  | 14e                |
| Shadrack Kipchirchir                                 | 10 000 mètres         | NC             | NC     | NC            | NC           | 27 min 58 s 32  | 19e                |
| Galen Rupp                                           | Marathon              | NC             | NC     | NC            | NC           | 2 h 10 min 05 s | Médaille de bronze |
| Jared Ward                                           | Marathon              | NC             | NC     | NC            | NC           | 2 h 11 min 30 s | 6e                 |
| Mebrahtom Keflezighi                                 | Marathon              | NC             | NC     | NC            | NC           | 2 h 16 min 46 s | 33e                |
| Devon Allen                                          | 110 mètres haies      | 13 s 41        | 2e     | 13 s 36       | 3e           | 13 s 31         | 5e                 |
| Ronnie Ash                                           | 110 mètres haies      | 13 s 31        | 1er    | 13 s 36       | 2e           | DSQ             | /                  |
| Jeff Porter                                          | 110 mètres haies      | 13 s 50        | 2e     | 13 s 45       | 3e           | Éliminé         | Éliminé            |
| Kerron Clement                                       | 400 mètres haies      | 49 s 17        | 3e     | 48 s 26       | 1er          | 47 s 73         | Médaille d'or      |
| Byron Robinson                                       | 400 mètres haies      | 48 s 98        | 3e     | 48 s 65       | 3e           | Éliminé         | Éliminé            |
| Michael Tinsley                                      | 400 mètres haies      | 50 s 18        | 6e     | Éliminé       | Éliminé      | Éliminé         | Éliminé            |
| Evan Jager                                           | 3 000 mètres steeple  | 8 min 25 s 86  | 1er    | NC            | NC           | 8 min 04 s 28   | Médaille d'argent  |
| Hillary Bor                                          | 3 000 mètres steeple  | 8 min 25 s 01  | 1er    | NC            | NC           | 8 min 22 s 74   | 7e                 |
| Donn Cabral                                          | 3 000 mètres steeple  | 8 min 21 s 96  | 3e     | NC            | NC           | 8 min 25 s 81   | 8e                 |
| Mike Rodgers Justin Gatlin Tyson Gay Trayvon Bromell | Relais 4 × 100 mètres | 37 s 65        | 1er    | NC            | NC           | DSQ             | /                  |
| Arman Hall Tony McQuay Gil Roberts LaShawn Merritt   | Relais 4 × 400 mètres | 2 min 58 s 38  | 2e     | NC            | NC           | 2 min 57 s 30   | Médaille d'or      |
| John Nunn                                            | 50 km marche          | NC             | NC     | NC            | NC           | 4 h 16 min 12 s | 43e                |

#### Concours
| Athlètes         | Compétitions      | Série    | Série | Finale   | Finale             |
| ---------------- | ----------------- | -------- | ----- | -------- | ------------------ |
| Athlètes         | Compétitions      | Résultat | Rang  | Résultat | Rang               |
| Erik Kynard      | Saut en hauteur   | 2,29 m   | 5e    | 2,33 m   | 6e                 |
| Ricky Robertson  | Saut en hauteur   | 2,26 m   | 17e   | Éliminé  | Éliminé            |
| Bradley Adkins   | Saut en hauteur   | 2,26 m   | 21e   | Éliminé  | Éliminé            |
| Sam Kendricks    | Saut à la perche  | 5,70 m   | 1er   | 5,85 m   | Médaille de bronze |
| Logan Cunnigham  | Saut à la perche  | 5,30 m   | 28e   | Éliminé  | Éliminé            |
| Cale Simmons     | Saut à la perche  | 5,30 m   | 28e   | Éliminé  | Éliminé            |
| Jeff Henderson   | Saut en longueur  | 8,20 m   | 2e    | 8,38 m   | Médaille d'or      |
| Jarrion Lawson   | Saut en longueur  | 7,99 m   | 7e    | 8,25 m   | 4e                 |
| Mike Hartfield   | Saut en longueur  | 7,66 m   | 25e   | Éliminé  | Éliminé            |
| Christian Taylor | Triple saut       | 17,24 m  | 1er   | 17,86 m  | Médaille d'or      |
| Will Claye       | Triple saut       | 17,05 m  | 3e    | 17,76 m  | Médaille d'argent  |
| Chris Benard     | Triple saut       | 16,55 m  | 16e   | Éliminé  | Éliminé            |
| Ryan Crouser     | Lancer du poids   | 21,59 m  | 1er   | 22,52 m  | Médaille d'or      |
| Joe Kovacs       | Lancer du poids   | 20,73 m  | 5e    | 21,78 m  | Médaille d'argent  |
| Darrell Hill     | Lancer du poids   | 19,56 m  | 23e   | Éliminé  | Éliminé            |
| Mason Finley     | Lancer du disque  | 63,68 m  | 6e    | 62,05 m  | 11e                |
| Andrew Evans     | Lancer du disque  | 61,87 m  | 16e   | Éliminé  | Éliminé            |
| Tavis Bailey     | Lancer du disque  | 59,81 m  | 26e   | Éliminé  | Éliminé            |
| Conor McCullough | Lancer du marteau | 72,88 m  | 16e   | Éliminé  | Éliminé            |
| Rudy Winkler     | Lancer du marteau | 71,89 m  | 18e   | Éliminé  | Éliminé            |
| Kibwé Johnson    | Lancer du marteau | NM       | /     | Éliminé  | Éliminé            |
| Cyrus Hostetler  | Lancer du javelot | 79,76 m  | 20e   | Éliminé  | Éliminé            |
| Sam Crouser      | Lancer du javelot | 73,78 m  | 34e   | Éliminé  | Éliminé            |
| Sean Furey       | Lancer du javelot | 72,61 m  | 35e   | Éliminé  | Éliminé            |

### Femmes

#### Course
| Athlètes                                                      | Compétitions          | Série          | Série | Demi-finales  | Demi-finales | Finale          | Finale             |
| ------------------------------------------------------------- | --------------------- | -------------- | ----- | ------------- | ------------ | --------------- | ------------------ |
| Athlètes                                                      | Compétitions          | Temps          | Rang  | Temps         | Rang         | Temps           | Rang               |
| Tori Bowie                                                    | 100 mètres            | 11 s 13        | 1er   | 10 s 90       | 1er          | 10 s 83         | Médaille d'argent  |
| English Gardner                                               | 100 mètres            | 11 s 09        | 1er   | 10 s 90       | 2e           | 10 s 94         | 7e                 |
| Tianna Bartoletta                                             | 100 mètres            | 11 s 23        | 1er   | 11 s 00       | 4e           | Éliminée        | Éliminée           |
| Tori Bowie                                                    | 200 mètres            | 22 s 47        | 1er   | 22 s 13       | 1re          | 22 s 15         | Médaille de bronze |
| Deajah Stevens                                                | 200 mètres            | 22 s 45        | 1er   | 22 s 38       | 3e           | 22 s 65         | 7e                 |
| Jenna Prandini                                                | 200 mètres            | 22 s 62        | 1er   | 22 s 55       | 4e           | Éliminée        | Éliminée           |
| Allyson Felix                                                 | 400 mètres            | 51 s 24        | 1er   | 50 s 31       | 1er          | 49 s 51         | Médaille d'argent  |
| Natasha Hastings                                              | 400 mètres            | 51 s 31        | 1er   | 49 s 90       | 2e           | 50 s 34         | 4e                 |
| Phyllis Francis                                               | 400 mètres            | 50 s 58        | 1er   | 49 s 67       | 1er          | 50 s 41         | 5e                 |
| Kate Grace                                                    | 800 mètres            | 1 min 59 s 96  | 3e    | 1 min 58 s 79 | 3e           | 1 min 59 s 57   | 8e                 |
| Ajeé Wilson                                                   | 800 mètres            | 1 min 59 s 44  | 2e    | 1 min 59 s 75 | 3e           | Éliminée        | Éliminée           |
| Chrishuna Williams                                            | 800 mètres            | 2 min 01 s 19  | 6e    | Éliminée      | Éliminée     | Éliminée        | Éliminée           |
| Jennifer Simpson                                              | 1 500 mètres          | 4 min 06 s 99  | 4e    | 4 min 05 s 07 | 4e           | 4 min 10 s 53   | Médaille de bronze |
| Shannon Rowbury                                               | 1 500 mètres          | 4 min 06 s 47  | 2e    | 4 min 04 s 46 | 3e           | 4 min 11 s 05   | 4e                 |
| Shelby Houlihan                                               | 5 000 mètres          | 15 min 19 s 76 | 4e    | NC            | NC           | 15 min 08 s 89  | 11e                |
| Abbey D'Agostino                                              | 5 000 mètres          | 17 min 10 s 02 | 16e   | NC            | NC           | DNS             | /                  |
| Kim Conley                                                    | 5 000 mètres          | 15 min 34 s 39 | 12e   | NC            | NC           | Éliminée        | Éliminée           |
| Molly Huddle                                                  | 10 000 mètres         | NC             | NC    | NC            | NC           | 30 min 13 s 17  | 6e                 |
| Emily Infeld                                                  | 10 000 mètres         | NC             | NC    | NC            | NC           | 31 min 26 s 94  | 11e                |
| Marielle Hall                                                 | 10 000 mètres         | NC             | NC    | NC            | NC           | 32 min 39 s 32  | 33e                |
| Shalane Flanagan                                              | Marathon              | NC             | NC    | NC            | NC           | 2 h 25 min 26   | 6e                 |
| Desiree Linden                                                | Marathon              | NC             | NC    | NC            | NC           | 2 h 26 min 08   | 7e                 |
| Amy Cragg                                                     | Marathon              | NC             | NC    | NC            | NC           | 2 h 28 min 25   | 9e                 |
| Brianna Rollins                                               | 100 mètres haies      | 12 s 54        | 1er   | 12 s 47       | 1er          | 12 s 48         | Médaille d'or      |
| Nia Ali                                                       | 100 mètres haies      | 12 s 76        | 1er   | 12 s 65       | 1er          | 12 s 59         | Médaille d'argent  |
| Kristi Castlin                                                | 100 mètres haies      | 12 s 68        | 1er   | 12 s 63       | 1er          | 12 s 61         | Médaille de bronze |
| Dalilah Muhammad                                              | 400 mètres haies      | 55 s 33        | 1er   | 53 s 89       | 1er          | 53 s 13         | Médaille d'or      |
| Ashley Spencer                                                | 400 mètres haies      | 55 s 12        | 1er   | 54 s 87       | 1er          | 53 s 72         | Médaille de bronze |
| Sydney McLaughlin                                             | 400 mètres haies      | 56 s 32        | 5e    | 56 s 22       | 5e           | Éliminée        | Éliminée           |
| Emma Coburn                                                   | 3 000 mètres steeple  | 9 min 18 s 12  | 2e    | NC            | NC           | 9 min 07 s 63   | Médaille de bronze |
| Colleen Quigley                                               | 3 000 mètres steeple  | 9 min 21 s 82  | 4e    | NC            | NC           | 9 min 21 s 10   | 8e                 |
| Courtney Frerichs                                             | 3 000 mètres steeple  | 9 min 27 s 02  | 3e    | NC            | NC           | 9 min 22 s 87   | 11e                |
| Tianna Bartoletta Allyson Felix English Gardner Tori Bowie    | Relais 4 × 100 mètres | 41 s 77        | 1er   | NC            | NC           | 41 s 01         | Médaille d'or      |
| Courtney Okolo Natasha Hastings Phyllis Francis Allyson Felix | Relais 4 × 400 mètres | 3 min 21 s 42  | 1er   | NC            | NC           | 3 min 19 s 06   | Médaille d'or      |
| Maria Michta-Coffey                                           | 20 km marche          | NC             | NC    | NC            | NC           | 1 h 33 min 36 s | 23e                |
| Miranda Melville                                              | 20 km marche          | NC             | NC    | NC            | NC           | 1 h 35 min 48 s | 34e                |

#### Concours
| Athlètes     | Compétitions    | Série    | Série | Finale   | Finale |
| ------------ | --------------- | -------- | ----- | -------- | ------ |
| Athlètes     | Compétitions    | Résultat | Rang  | Résultat | Rang   |
| Chaunté Lowe | Saut en hauteur | 1,94 m   | 1er   | 1,97 m   | 4e     |

## Aviron
Légende: FA = finale A (médaille) ; FB = finale B (pas de médaille) ; FC = finale C (pas de médaille) ; FD = finale D (pas de médaille) ; FE = finale E (pas de médaille) ; FF = finale F (pas de médaille) ; SA/B = demi-finales A/B ; SC/D = demi-finales C/D ; SE/F = demi-finales E/F ; QF = quarts de finale; R= repêchage

### Hommes
| Athlète | Compétition                      | Séries        | Séries | Repêchage     | Repêchage | Demi-finales  | Demi-finales | Finale        | Finale |
| Athlète | Compétition                      | Temps         | Rang   | Temps         | Rang      | Temps         | Rang         | Temps         | Rang   |
| --- | -------------------------------- | ------------- | ------ | ------------- | --------- | ------------- | ------------ | ------------- | ------ |
| Nareg Guregian Anders Weiss                                                                                                  | Deux sans barreur                | 6 min 49 s 97 | 4 R    | 6 min 36 s 60 | 3 SA/B    | 6 min 33 s 95 | 5 FB         | 7 min 10 s 60 | 11     |
| Andrew Campbell Joshua Konieczny                                                                                             | Deux de couple poids légers      | 6 min 26 s 56 | 2 SA/B | Exempt        | Exempt    | 6 min 35 s 19 | 2 FA         | 6 min 35 s 07 | 5      |
| Charlie Cole Henrik Rummel Matt Miller Seth Weil                                                                             | Quatre sans barreur              | 5 min 58 s 31 | 3 SA/B | Exempt        | Exempt    | 6 min 19 s 08 | 4 FB         | 5 min 59 s 20 | 7      |
| Anthony Fahden Edward King Tyler Nase Robin Prendes                                                                          | Quatre sans barreur poids légers | 6 min 05 s 61 | 2 SA/B | Exempt        | Exempt    | 6 min 26 s 82 | 4 FB         | 6 min 36 s 96 | 10     |
| Mike DiSanto Sam Dommer Austin Hack Alex Karwoski Stephen Kasprzyk Rob Munn Glenn Ochal Hans Struzyna Sam Ojserkis (barreur) | Huit                             | 5 min 40 s 16 | 2 R    | 5 min 51 s 13 | 1 FA      | NC            | NC           | 5 min 43 s 23 | 4      |

### Femmes
| Athlète | Compétition                 | Séries        | Séries | Repêchage     | Repêchage | Quarts de finale | Quarts de finale | Demi-finales  | Demi-finales | Finale        | Finale                             |
| Athlète | Compétition                 | Temps         | Rang   | Temps         | Rang      | Temps            | Rang             | Temps         | Rang         | Temps         | Rang                               |
| --- | --------------------------- | ------------- | ------ | ------------- | --------- | ---------------- | ---------------- | ------------- | ------------ | ------------- | ---------------------------------- |
| Gevvie Stone | Skiff                       | 8 min 29 s 67 | 1 QF   | Exempt        | Exempt    | 7 min 27 s 04    | 1 SA/B           | 7 min 44 s 56 | 2 FA         | 7 min 22 s 92 | Médaille d'argent, Jeux olympiques |
| Grace Luczak Felice Mueller | Deux sans barreur           | 7 min 05 s 14 | 1 SA/B | Exempt        | Exempt    | NC               | NC               | 7 min 20 s 93 | 2 FA         | 7 min 24 s 77 | 4                                  |
| Meghan O'Leary Ellen Tomek | Deux de couple              | 7 min 46 s 92 | 4 R    | 7 min 00 s 60 | 2 SA/B    | NC               | NC               | 6 min 52 s 92 | 3 FA         | 8 min 06 s 18 | 6                                  |
| Kate Bertko Devery Karz | Deux de couple poids légers | 7 min 07 s 37 | 3 R    | 7 min 58 s 90 | 1 SA/B    | NC               | NC               | 7 min 22 s 78 | 5 FB         | 7 min 29 s 96 | 10                                 |
| Tracy Eisser Megan Kalmoe Grace Latz Adrienne Martelli                                                                                        | Quatre de couple            | 6 min 40 s 78 | 3 R    | 6 min 28 s 54 | 4 FA      | NC               | NC               | NC            | NC           | 6 min 57 s 67 | 5                                  |
| Amanda Elmore Tessa Gobbo Eleanor Logan Meghan Musnicki Amanda Polk Emily Regan Lauren Schmetterling Kerry Simmonds Katelin Snyder (barreuse) | Huit                        | 6 min 06 s 34 | 1 FA   | Exempt        | Exempt    | NC               | NC               | NC            | NC           | 6 min 01 s 49 | Médaille d'or, Jeux olympiques     |

## Badminton
| Athlète                            | Compétition   | Phase de groupes                     | Phase de groupes                              | Phase de groupes                           | Phase de groupes | 1/8e de finale   | Quarts de finale | Demi-finales     | Finale           | Finale    |
| Athlète                            | Compétition   | Adversaire Score                     | Adversaire Score                              | Adversaire Score                           | Rang             | Adversaire Score | Adversaire Score | Adversaire Score | Adversaire Score | Rang      |
| ---------------------------------- | ------------- | ------------------------------------ | --------------------------------------------- | ------------------------------------------ | ---------------- | ---------------- | ---------------- | ---------------- | ---------------- | --------- |
| Howard Shu                         | Simple hommes | battu par Sugiarto 14-21, 10-21      | battu par Guerrero 16-21, 15-21               | NC                                         | 3e Gr. J         | Éliminée         | Éliminée         | Éliminée         | Éliminée         | Éliminée  |
| Iris Wang                          | Simple dames  | bat Tan 21-17, 20-22, 21-14          | bat Santos 18-21, 21-10, 21-12                | battue par Li 16-21, 12-21                 | 2e Gr. E         | NC               | Éliminée         | Éliminée         | Éliminée         | Éliminée  |
| Phillip Chew / Sattawat Pongnairat | Double hommes | battus par Fu / Zhang 6-21, 7-21     | battus par Goh / Tan 12-21, 10-21             | battus par Fuchs / Schlötter 14-21, 14-21  | 4e Gr. B         | NC               | Éliminés         | Éliminés         | Éliminés         | Éliminés  |
| Eva Lee / Paula Lynn Obanana       | Double dames  | battues par Jung / Shin 14-21, 12-21 | battues par Pedersen / Rytter Juhl 9-21, 6-21 | battues par Luo Ying / Luo Yu 14-21, 15-21 | 4e Gr. B         | NC               | Éliminées        | Éliminées        | Éliminées        | Éliminées |
| Phillip Chew / Jamie Subandhi      | Double mixte  | battus par Ko / Kim 14-21, 19-21     | battus par Kazuno / Kurihara 6-21, 12-21      | battus par Arends / Piek 15-21, 19-21      | 4e Gr. D         | NC               | Éliminés         | Éliminés         | Éliminés         | Éliminés  |

## Basket-ball

### Tournoi masculin
L'équipe des États-Unis de basket-ball gagne sa place pour les Jeux en remportant la Coupe du monde de basket-ball masculin 2014.

### Tournoi féminin
L'équipe des États-Unis de basket-ball féminin gagne sa place pour les Jeux en remportant le Championnat du monde de basket-ball féminin 2014.

## Canoë-kayak

### Slalom
|                             | Compétition | Éliminatoires | Éliminatoires | Éliminatoires | Éliminatoires | Éliminatoires | Éliminatoires | Demi-finales | Demi-finales | Finale        | Finale        |
| Course 1                    | Compétition | Rang          | Course 2      | Rang          | Total         | Rang          | Résultat      | Rang         | Résultat     | Rang          |               |
| --------------------------- | ----------- | ------------- | ------------- | ------------- | ------------- | ------------- | ------------- | ------------ | ------------ | ------------- | ------------- |
| Casey Eichfeld              | C1 hommes   | 100 s 02      | 8             | 101 s 23      | 10            | 100 s 02      | 12 Q          | 101 s 23     | 10 Q         | 99 s 69       | 7             |
| Casey Eichfeld Devin McEwan | C2 hommes   | 112 s 33      | 8             | 117 s 19      | 9             | 112 s 33      | 10 Q          | 116 s 26     | 10 Q         | 117 s 85      | 10            |
| Michal Smolen               | K1 hommes   | 92 s 96       | 11            | 90 s 13       | 6             | 90 s 13       | 10 Q          | 97 s 87      | 12           | Pas qualifié  | Pas qualifié  |
| Ashley Nee                  | K1 femmes   | 113 s 15      | 14            | 105 s 60      | 6             | 105 s 60      | 9 Q           | 116 s 59     | 14           | Pas qualifiée | Pas qualifiée |

## Cyclisme

### Cyclisme sur route

#### Hommes
| Athlète          | Compétition      | Temps           | Rang |
| ---------------- | ---------------- | --------------- | ---- |
| Brent Bookwalter | Course en ligne  | 6 h 13 min 36 s | 16e  |
| Brent Bookwalter | Contre-la-montre | 1 h 17 min 25 s | 23e  |
| Taylor Phinney   | Course en ligne  | non terminé     | NC   |
| Taylor Phinney   | Contre-la-montre | 1 h 17 min 57 s | 22e  |

#### Femmes
| Athlète           | Compétition      | Temps           | Rang |
| ----------------- | ---------------- | --------------- | ---- |
| Kristin Armstrong | Course en ligne  | non terminé     | NC   |
| Kristin Armstrong | Contre-la-montre | 44 min 26 s 42  | 1re  |
| Evelyn Stevens    | Course en ligne  | 3 h 52 min 43 s | 12e  |
| Evelyn Stevens    | Contre-la-montre | 46 min 00 s 08  | 10e  |
| Megan Guarnier    | Course en ligne  | 3 h 52 min 41 s | 11e  |
| Mara Abbott       | Course en ligne  | 3 h 51 min 33 s | 4e   |

### Cyclisme sur piste

#### Keirin
| Athlète           | Compétition   | 1er tour | Repêchage | 2e tour | Finale |
| Athlète           | Compétition   | Rang     | Rang      | Rang    | Rang   |
| ----------------- | ------------- | -------- | --------- | ------- | ------ |
| Matthew Baranoski | Keirin hommes |          |           |         |        |

Poursuite
| Athlète                                                              | Compétition                  | Qualification | Qualification | Demi-finales        | Demi-finales | Finale              | Finale |
| Athlète                                                              | Compétition                  | Temps         | Rang          | Adversaire Résultat | Rang         | Adversaire Résultat | Rang   |
| -------------------------------------------------------------------- | ---------------------------- | ------------- | ------------- | ------------------- | ------------ | ------------------- | ------ |
| Kelly Catlin Chloe Dygert Sarah Hammer Jennifer Valente Ruth Winder* | Poursuite par équipes femmes |               |               |                     |              |                     |        |

Omnium
| Athlète      | Compétition   | Scratch | Poursuite | Poursuite | Élimination | Contre-la-montre | Contre-la-montre | Tour lancé | Tour lancé | Course aux points | Course aux points | Total | Rang |
| Athlète      | Compétition   | Rang    | Temps     | Rang      | Rang        | Temps            | Rang             | Temps      | Rang       | Points            | Rang              | Total | Rang |
| ------------ | ------------- | ------- | --------- | --------- | ----------- | ---------------- | ---------------- | ---------- | ---------- | ----------------- | ----------------- | ----- | ---- |
| Bobby Lea    | Omnium hommes |         |           |           |             |                  |                  |            |            |                   |                   |       |      |
| Sarah Hammer | Omnium femmes |         |           |           |             |                  |                  |            |            |                   |                   |       |      |

### VTT
| Athlète | Compétition              | Temps | Rang |
| ------- | ------------------------ | ----- | ---- |
|         | Cross-country VTT hommes |       |      |
|         | Cross-country VTT femmes |       |      |
|         |                          |       |      |

### BMX
| Athlète        | Compétition | Qualifications | Qualifications | Quarts de finale | Quarts de finale | Quarts de finale | Quarts de finale | Quarts de finale | Demi-finales | Demi-finales | Demi-finales | Demi-finales | Demi-finales | Finale       | Finale                             |
| Athlète        | Compétition | Résultat       | Rang           | Manche 1         | Manche 2         | Manche 3         | Résultat         | Rang             | Manche 1     | Manche 2     | Manche 3     | Résultat     | Rang         | Résultat     | Rang                               |
| -------------- | ----------- | -------------- | -------------- | ---------------- | ---------------- | ---------------- | ---------------- | ---------------- | ------------ | ------------ | ------------ | ------------ | ------------ | ------------ | ---------------------------------- |
| Connor Fields  | BMX hommes  | 34 s 768       | 4e             | 1                | 4                | 3                | 8                | 2e               | 2            | 2            | 6            | 10           | 2e           | 34 s 642     | Médaille d'or, Jeux olympiques     |
| Nicholas Long  | BMX hommes  | 35 s 088       | 9e             | 5                | 4                | 1                | 10               | 3e               | 5            | 5            | 2            | 12           | 4e           | 35 s 522     | 4e                                 |
| Corben Sharrah | BMX hommes  | 34 s 893       | 5e             | 4                | 3                | 2                | 9                | 3e               | 6            | 2            | 4            | 12           | 5e           | Non qualifié | Non qualifié                       |
| Brooke Crain   | BMX femmes  | 35 s 435       | 7e             | NC               | NC               | NC               | NC               | NC               | 3            | 2            | 2            | 7            | 2e           | 35 s 520     | 4e                                 |
| Alise Post     | BMX femmes  | 35 s 509       | 8e             | NC               | NC               | NC               | NC               | NC               | 3            | 2            | 3            | 8            | 2e           | 34 s 435     | Médaille d'argent, Jeux olympiques |

## Escrime
Les États-Unis qualifient 14 escrimeurs.
| Athlète                                                               | N° | Compétition         | 1/32 de finale   | 1/16 de finale              | 1/8 de finale           | Quarts de finale    | Demi-finales          | Match pour la médaille de bronze Matchs de classement 5-8 | Finale                | Rang                                |
| Athlète                                                               | N° | Compétition         | Adversaire Score | Adversaire Score            | Adversaire Score        | Adversaire Score    | Adversaire Score      | Adversaire Score                                          | Adversaire Score      | Rang                                |
| --------------------------------------------------------------------- | -- | ------------------- | ---------------- | --------------------------- | ----------------------- | ------------------- | --------------------- | --------------------------------------------------------- | --------------------- | ----------------------------------- |
| Jason Pryor                                                           | 20 | Épée individuelle   | NC               | Benjamin Steffen 9-15       | Éliminé                 | Éliminé             | Éliminé               | Éliminé                                                   | Éliminé               | 22e                                 |
| Miles Chamley-Watson                                                  | 16 | Fleuret individuel  | NC               | Artur Akhmatkhuzin 13-15    | Éliminé                 | Éliminé             | Éliminé               | Éliminé                                                   | Éliminé               | 19e                                 |
| Alexander Massialas                                                   | 1  | Fleuret individuel  | NC               | Mohamed Essam 15-7          | Artur Akhmatkhuzin 15-9 | Giorgio Avola 15-14 | Richard Kruse 15-9    | NC                                                        | Daniele Garozzo 11-15 | Médaille d'argent, Jeux olympiques  |
| Gerek Meinhardt                                                       | 4  | Fleuret individuel  | NC               | Maximilien Van Haaster 15-4 | Erwann Le Péchoux 15-14 | Richard Kruse 13-15 | Éliminé               | Éliminé                                                   | Éliminé               | 5e                                  |
| Miles Chamley-Watson Alexander Massialas Gerek Meinhardt Race Imboden | 4  | Fleuret par équipes | NC               | NC                          | NC                      | Égypte 45-37        | Russie 41-45          | Italie 45-31                                              | -                     | Médaille de bronze, Jeux olympiques |
| Eli Dershwitz                                                         | 11 | Sabre individuel    | NC               | Aliaksandr Buikevich 12-15  | Éliminé                 | Éliminé             | Éliminé               | Éliminé                                                   | Éliminé               | 22e                                 |
| Daryl Homer                                                           | 9  | Sabre individuel    | NC               | Ilya Mokretsov 15-11        | Max Hartung 15-12       | Matyas Szabo 15-12  | Mojtaba Abedini 15-14 | NC                                                        | Áron Szilágyi 8-15    | Médaille d'argent, Jeux olympiques  |

| Athlète                                         | N° | Compétition        | 1/32 de finale   | 1/16 de finale             | 1/8 de finale             | Quarts de finale | Demi-finales     | Match pour la médaille de bronze Matchs de classement 5-8 | Finale           | Rang                                |
| Athlète                                         | N° | Compétition        | Adversaire Score | Adversaire Score           | Adversaire Score          | Adversaire Score | Adversaire Score | Adversaire Score                                          | Adversaire Score | Rang                                |
| ----------------------------------------------- | -- | ------------------ | ---------------- | -------------------------- | ------------------------- | ---------------- | ---------------- | --------------------------------------------------------- | ---------------- | ----------------------------------- |
| Katharine Holmes                                | 28 | Épée individuelle  | NC               | Erika Kirpu 4-5            | Éliminée                  | Éliminée         | Éliminée         | Éliminée                                                  | Éliminée         | 25e                                 |
| Courtney Hurley                                 | 26 | Épée individuelle  | NC               | Yana Shemyakina 13-14      | Éliminée                  | Éliminée         | Éliminée         | Éliminée                                                  | Éliminée         | 23e                                 |
| Kelley Hurley                                   | 31 | Épée individuelle  | NC               | Nathalie Moellhausen 12-15 | Éliminée                  | Éliminée         | Éliminée         | Éliminée                                                  | Éliminée         | 24e                                 |
| Katharine Holmes Courtney Hurley Kelley Hurley  | 7  | Épée par équipes   | NC               | NC                         | NC                        | Roumanie 23-24   | -                | France 32-28 Corée du Sud\| 22-18                         | -                | 5e                                  |
| Lee Kiefer                                      | 4  | Fleuret individuel | NC               | Mona Shaito 15-3           | Liu Yongshi 9-15          | Éliminée         | Éliminée         | Éliminée                                                  | Éliminée         | 10e                                 |
| Nzingha Prescod                                 | 7  | Fleuret individuel | NC               | Nataly Michel 15-9         | Astrid Guyart 11-14       | Éliminée         | Éliminée         | Éliminée                                                  | Éliminée         | 11e                                 |
| Ibtihaj Muhammad                                | 8  | Sabre individuel   | NC               | Olena Kravatska 15-13      | Éliminée                  | Éliminée         | Éliminée         | Éliminée                                                  | Éliminée         | 12e                                 |
| Dagmara Wozniak                                 | 22 | Sabre individuel   | NC               | Vassilikí Vouyioúka 8-15   | Éliminée                  | Éliminée         | Éliminée         | Éliminée                                                  | Éliminée         | 24e                                 |
| Mariel Zagunis                                  | 3  | Sabre individuel   | NC               | Eileen Grench 15-4         | Ekaterina Dyachenko 12-15 | Éliminée         | Éliminée         | Éliminée                                                  | Éliminée         | 9e                                  |
| Ibtihaj Muhammad Dagmara Wozniak Mariel Zagunis | 4  | Sabre par équipes  | NC               | NC                         | NC                        | Pologne 45-43    | Russie 42-45     | Italie 45-30                                              | -                | Médaille de bronze, Jeux olympiques |

## Football

### Tournoi féminin
L'équipe des États-Unis de soccer féminin gagne sa place pour les Jeux en atteignant la finale du tournoi de qualification olympique de la CONCACAF.

## Hockey sur gazon

### Tournoi féminin
L'équipe des États-Unis de hockey sur gazon féminin gagne sa place pour les Jeux en remportant les Jeux panaméricains de 2015.

## Rugby à sept

### Tournoi masculin
L'équipe des États-Unis de rugby à sept gagne sa place en tant que champion d'Amérique du Nord 2015.
Effectif
Sélection :
- Perry Baker
- Danny Barrett
- Garrett Bender
- Andrew Durutalo
- Nate Ebner
- Madison Hughes
- Carlin Isles
- Folau Niua
- Ben Pinkelman
- Zack Test
- Maka Unufe
- Chris Wyles

Entraîneur principal : Mike Friday
Phase de poules
| Rang | Pays       | J | V | N | D | Pm | Pe | Diff | Pts |
| ---- | ---------- | - | - | - | - | -- | -- | ---- | --- |
| 1    | Fidji      | 3 | 3 | 0 | 0 | 87 | 45 | +42  | 9   |
| 2    | Argentine  | 3 | 2 | 0 | 1 | 62 | 35 | +27  | 7   |
| 3    | États-Unis | 3 | 1 | 0 | 2 | 59 | 43 | +16  | 5   |
| 4    | Brésil     | 3 | 0 | 0 | 3 | 12 | 97 | -85  | 2   |

|  | Qualifié pour les quarts de finale    |
|  | Qualifié pour le classement de 9 à 12 |

Le détail des rencontres de poule de l'équipe est le suivant :
| 9 août 2016 13 h UTC-3 | États-Unis                                                                              | 14 - 17 (0 - 7) | Argentine                                                                      | stade de Deodoro, Rio de Janeiro |
| 9 août 2016 13 h UTC-3 | Essai(s) : Essai de pénalité (11e), Barrett (12e) Transformation(s) : Hughes (11e, 12e) |                 | Essai(s) : Müller (4e), Luna (8e), Moroni (14e) Transformation(s) : Revol (4e) | stade de Deodoro, Rio de Janeiro |
| 9 août 2016 13 h UTC-3 |                                                                                         |                 |                                                                                | stade de Deodoro, Rio de Janeiro |

| 9 août 2016 18 h UTC-3 | États-Unis                                                                                          | 26 - 0 (14 - 0) | Brésil | stade de Deodoro, Rio de Janeiro |
| 9 août 2016 18 h UTC-3 | Essai(s) : Niua (3e), Ebner (7e), Isles (13e), Unufe (14e) Transformation(s) : Hughes (3e, 7e, 14e) |                 |        | stade de Deodoro, Rio de Janeiro |
| 9 août 2016 18 h UTC-3 | |                 |        | stade de Deodoro, Rio de Janeiro |

| 10 août 2016 13 h 30 UTC-3 | Fidji | 24 - 19 | États-Unis | stade de Deodoro, Rio de Janeiro |
| 10 août 2016 13 h 30 UTC-3 |       |         |            | stade de Deodoro, Rio de Janeiro |
| 10 août 2016 13 h 30 UTC-3 |       |         |            | stade de Deodoro, Rio de Janeiro |

### Tournoi féminin
L'équipe des États-Unis de rugby à sept féminin gagne sa place en tant que championne d'Amérique du Nord 2015.
Effectif
Entraîneur principal : Richie Walker
| Arrières | Arrières          | Avants | Avants          |
| -------- | ----------------- | ------ | --------------- |
| 4        | Alev Kelter       | 1      | Jillion Potter  |
| 5        | Bui Baravilala    | 2      | Kelly Griffin   |
| 6        | Lauren Doyle      | 3      | Kathryn Johnson |
| 7        | Victoria Folayan  | 8      | Carmen Farmer   |
| 10       | Richelle Stephens | 9      | Joanne Fa'avesi |
| 11       | Ryan Carlyle      |        |                 |
| 12       | Jessica Javelet   |        |                 |

Phase de poules
| Rang | Pays       | J | V | N | D | Pm  | Pe  | Diff | Pts |
| ---- | ---------- | - | - | - | - | --- | --- | ---- | --- |
| 1    | Australie  | 3 | 2 | 1 | 0 | 101 | 12  | +89  | 8   |
| 2    | Fidji      | 3 | 2 | 0 | 1 | 48  | 43  | +5   | 7   |
| 3    | États-Unis | 3 | 1 | 1 | 1 | 67  | 24  | +43  | 6   |
| 4    | Colombie   | 3 | 0 | 0 | 3 | 0   | 137 | -137 | 3   |

|  | Qualifié pour les quarts de finale    |
|  | Qualifié pour le classement de 9 à 12 |

Le détail des rencontres de poule de l'équipe est le suivant :
| 6 août 2016 13 h UTC-3 | États-Unis                                                   | 7 - 12 (0 - 7) | Fidji                                                               | stade de Deodoro, Rio de Janeiro |
| 6 août 2016 13 h UTC-3 | Essai(s) : Kelter (10e) Transformation(s) : Baravilala (10e) |                | Essai(s) : Tisolo (4e), Ravisa (8e) Transformation(s) : Tisolo (4e) | stade de Deodoro, Rio de Janeiro |
| 6 août 2016 13 h UTC-3 |                                                              |                |                                                                     | stade de Deodoro, Rio de Janeiro |

| 6 août 2016 18 h UTC-3 | États-Unis | 48 - 0 (24 - 0) | Colombie | stade de Deodoro, Rio de Janeiro |
| 6 août 2016 18 h UTC-3 | Essai(s) : Kelter (1re, 4e), Doyle (6e), Johnson (7e, 13e), Javelet (8e), Carlyle (11e), Faavesi (14e) Transformation(s) : Kelter (1re, 4e), Baravilala (8e, 11e) |                 |          | stade de Deodoro, Rio de Janeiro |
| 6 août 2016 18 h UTC-3 | |                 |          | stade de Deodoro, Rio de Janeiro |

| 7 août 2016 13 h 30 UTC-3 | Australie                                                      | 12 - 12 (5 - 0) | États-Unis                                                       | stade de Deodoro, Rio de Janeiro |
| 7 août 2016 13 h 30 UTC-3 | Essai(s) : Tonegato (4e, 14e) Transformation(s) : Dalton (14e) |                 | Essai(s) : Javelet (9e, 11e) Transformation(s) : Baravilala (9e) | stade de Deodoro, Rio de Janeiro |
| 7 août 2016 13 h 30 UTC-3 |                                                                |                 |                                                                  | stade de Deodoro, Rio de Janeiro |

Quarts de finale
| 7 août 2016 18 h 30 UTC-3 | Nouvelle-Zélande | 5 - 0 | États-Unis | stade de Deodoro, Rio de Janeiro |
| 7 août 2016 18 h 30 UTC-3 |                  |       |            | stade de Deodoro, Rio de Janeiro |
| 7 août 2016 18 h 30 UTC-3 |                  |       |            | stade de Deodoro, Rio de Janeiro |

## Natation
| Athlète                                                                                         | Épreuve         | Séries        | Séries | Demi-finales | Demi-finales | Finale        | Finale                              |
| Athlète                                                                                         | Épreuve         | Temps         | Rang   | Temps        | Rang         | Temps         | Rang                                |
| ----------------------------------------------------------------------------------------------- | --------------- | ------------- | ------ | ------------ | ------------ | ------------- | ----------------------------------- |
| Dana Vollmer                                                                                    | 100 m papillon  | 56 s 65       | 2e Q   | 57 s 06      | 4e Q         | 56 s 63       | Médaille de bronze, Jeux olympiques |
| Kelsi Worrell                                                                                   | 100 m papillon  | 56 s 97       | 4e Q   | 57 s 54      | 8e           | Éliminée      | Éliminée                            |
| Maya DiRado                                                                                     | 400 m 4 nages   | 4 min 33 s 50 | 3e Q   | NC           | NC           | 4 min 31 s 15 | Médaille d'argent, Jeux olympiques  |
| Elizabeth Beisel                                                                                | 400 m 4 nages   | 4 min 34 s 38 | 6e Q   | NC           | NC           | 4 min 34 s 98 | 6e                                  |
| Simone Manuel Abbey Weitzeil Dana Vollmer Katie Ledecky Amanda Weir* Lia Neal* Allison Schmitt* | 4 × 100 m libre | 3 min 33 s 59 | 2e Q   | NC           | NC           | 3 min 31 s 89 | Médaille d'argent, Jeux olympiques  |

| Athlète        | Épreuve       | Séries        | Séries | Demi-finales | Demi-finales | Finale        | Finale                              |
| Athlète        | Épreuve       | Temps         | Rang   | Temps        | Rang         | Temps         | Rang                                |
| -------------- | ------------- | ------------- | ------ | ------------ | ------------ | ------------- | ----------------------------------- |
| Chase Kalisz   | 400 m 4 nages | 4 min 08 s 12 | 1re Q  | NC           | NC           | 4 min 06 s 75 | Médaille d'argent, Jeux olympiques  |
| Jay Litherland | 400 m 4 nages | 4 min 11 s 10 | 4e Q   | NC           | NC           | 4 min 11 s 68 | 5e                                  |
| Conor Dwyer    | 400 m libre   | 3 min 43 s 42 | 1re Q  | NC           | NC           | 3 min 44 s 01 | 4e                                  |
| Connor Jaeger  | 400 m libre   | 3 min 45 s 37 | 7e Q   | NC           | NC           | 3 min 44 s 16 | 5e                                  |
| Kevin Cordes   | 100 m brasse  | 59 s 13       | 4e Q   | 59 s 33      | 5e Q         | 59 s 22       | 4e                                  |
| Cody Miller    | 100 m brasse  | 59 s 17       | 5e Q   | 59 s 05      | 2e Q         | 58 s 87       | Médaille de bronze, Jeux olympiques |

## Tir à l'arc
| Athlète                                  | Compétition | Tour préliminaire | Tour préliminaire | 1er tour                      | 2e tour                 | 3e tour                 | Quarts de finale      | Demi-finales          | Match pour la médaille de bronze | Match pour la médaille de bronze | Finale                 | Finale |
| Athlète                                  | Compétition | Score             | Rang              | Adversaire Score              | Adversaire Score        | Adversaire Score        | Adversaire Score      | Adversaire Score      | Adversaire Score                 | Rang                             | Adversaire Score       | Rang   |
| ---------------------------------------- | ----------- | ----------------- | ----------------- | ----------------------------- | ----------------------- | ----------------------- | --------------------- | --------------------- | -------------------------------- | -------------------------------- | ---------------------- | ------ |
| Brady Ellison                            | Individuel  | 690               | 2e                | Bat Ali El Ghrari             | Bat Jake Kaminski       | Bat Zach Garrett        | Bat Takaharu Furukawa | Battu par Ku Bon-chan | Bat Sjef van den Berg Pays-Bas   | 3e                               | -                      | 3e     |
| Zach Garrett                             | Individuel  | 674               | 15e               | Bat Haziq Kamaruddin          | Bat Crispin Duenas      | Battu par Brady Ellison | non qualifié          | non qualifié          | non qualifié                     | non qualifié                     | non qualifié           | 13e    |
| Jake Kaminski                            | Individuel  | 660               | 31e               | Bat Marcus Vinicius D'Almeida | Battu par Brady Ellison | non qualifié            | non qualifié          | non qualifié          | non qualifié                     | non qualifié                     | non qualifié           | 22e    |
| Brady Ellison Zach Garrett Jake Kaminski | Par équipes | 2024              | 2                 | dispensé                      | dispensé                | dispensé                | dispensé              | dispensé              | Bat Indonésie                    | Bat Chine                        | Battu par Corée du Sud | 2e     |

| Athlète         | Compétition | Tour préliminaire | Tour préliminaire | 1er tour           | 2e tour                | 3e tour          | Quarts de finale | Demi-finales     | Match pour la médaille de bronze | Match pour la médaille de bronze | Finale           | Finale |
| Athlète         | Compétition | Score             | Rang              | Adversaire Score   | Adversaire Score       | Adversaire Score | Adversaire Score | Adversaire Score | Adversaire Score                 | Rang                             | Adversaire Score | Rang   |
| --------------- | ----------- | ----------------- | ----------------- | ------------------ | ---------------------- | ---------------- | ---------------- | ---------------- | -------------------------------- | -------------------------------- | ---------------- | ------ |
| Mackenzie Brown | Individuel  | 641               | 19e               | Bat Claudia Mandia | Battue par Htwe San Yu | non qualifiée    | non qualifiée    | non qualifiée    | non qualifiée                    | non qualifiée                    | non qualifiée    | 17e    |

## Volley-ball

### Tournoi masculin
L'équipe des États-Unis de volley-ball se qualifie pour les Jeux en remportant la Coupe du monde de volley-ball masculin 2015.

### Tournoi féminin
L'équipe des États-Unis de volley-ball féminin gagne sa place en remportant le tournoi de qualification olympique d'Amérique du Nord.

## Water-polo

### Tournoi masculin
L'équipe des États-Unis de water-polo masculin se qualifie pour les Jeux en remportant le tournoi de water-polo des Jeux panaméricains de 2015.

### Tournoi féminin
L'équipe des États-Unis de water-polo féminin se qualifie pour les Jeux en remportant le tournoi de qualification olympique en mars 2016.